# بيتر ماركل
بيتر ماركل (بالإنجليزية: Peter Markle)‏ هو كاتب سيناريو ومخرج أمريكي، ولد في 24 سبتمبر 1952 في دانفيل في الولايات المتحدة.

## وصلات خارجية
- بيتر ماركل على موقع IMDb (الإنجليزية)
- بيتر ماركل على موقع ألو سيني (الفرنسية)
- بيتر ماركل على موقع أول موفي (الإنجليزية)
- بيتر ماركل على موقع قاعدة بيانات الأفلام السويدية (السويدية)
- بيتر ماركل على موقع إن إن دي بي (الإنجليزية)
- بيتر ماركل على موقع قاعدة بيانات الفيلم (الإنجليزية)
- بيتر ماركل على موقع كينوبويسك (الروسية)